# كلارا تاوسون
كلارا تاوسون هي لاعبة كرة مضرب دنماركية ولدت في 21 ديسمبر 2002.

## روابط خارجية
- كلارا تاوسون على موقع رابطة محترفات التنس (الإنجليزية)
- كلارا تاوسون على موقع الاتحاد الدولي لكرة المضرب (الإنجليزية)
- كلارا تاوسون على موقع كأس بيلي جين كينغ (الإنجليزية)
- كلارا تاوسون على موقع بطولة ويمبلدون (الإنجليزية)
- كلارا تاوسون على موقع خلاصة التنس.كوم (الإنجليزية)
- كلارا تاوسون على موقع إي إس بي إن.كوم (الإنجليزية)
- كلارا تاوسون على موقع اللجنة الأولمبية الدولية (الإنجليزية)